# 伊藤裕司
伊藤 裕司（いとう ひろし、1930年9月3日 - 2023年7月6日）は、日本の漆芸家、日本藝術院会員。
京都市出身。本名は裕允(ひろのぶ)。京都市立日吉ヶ丘高等学校卒。山崎覚太郎に師事。1953年「山海譜」で日展初入選。1964年「触」で日本現代工芸美術展初入選。京蒔絵を習び色漆を主な素材にした作品を発表している。2004年「スサノオ聚抄」で日本芸術院賞受賞。2011年芸術院会員。2018年秋の叙勲で旭日中綬章を受章。

## 略歴
1953
京都市立美術工芸学校漆芸科卒業
山崎覚太郞（東京）に師事、色漆技法を修得する（～‘５７）
第9回日展初入選（'66,'68特選,'83会員賞、審査員4回）
1962
第3回日本現代工芸美術展初入選('66大賞、'97文部大臣賞）
1970
漆芸作家集団〔フォルメ〕創設同志とともに前衛活動'79まで
1978
第8回世界ｸﾗﾌﾄ会議・京都国際会議漆分科会ｺｰﾃﾞｨﾈｰﾀｰ
1985
紺綬褒章受章（以降四度受章）
1990
京都府文化賞功労賞受賞
1995
京都市芸術功労賞
2000
文化庁長官表彰―漆芸功労により表彰を受ける
2002
林野庁長官賞受賞　日本漆工協会主催「漆の美展」
2004
農林水産大臣賞受賞　日本漆工協会主催「漆の美展」、日本藝術院賞受賞
2011
日本漆工協会（総裁・桂宮宣仁親王）漆工功労賞表彰、日本藝術院会員に就任
2018
旭日中綬章受章
コレクション
日本藝術院、東京国立近代美術館工芸館、京都国立近代美術館
京都府京都文化博物館、京都市美術館、伊勢神宮、熱田神宮、明治神宮　他
現在
日本藝術院会員、公益社団法人日展顧問、現代工芸美術家協会常務理事

## 参考
- デジタル版日本人名大事典: